# Локодо, Саймон
Саймон Локодо (Simon Lokodo; 28 октября 1957 — 29 января 2022) — угандийский политик, занимавший пост государственного министра по этике и добродетельности в аппарате президента Уганды Йовери Мусевени с 2011 года. Ранее, с 2009 по 2011 год, он занимал пост государственного министра промышленности. С 2006 года он также был депутатом парламента, представлявшим округ Додот в Каабонге, пока в январе 2021 года не потерял своё парламентское место после многочисленных обвинений в продвижении закона об отмене возрастного ограничения для кандидатов на пост президента. Кроме того, он был членом Комиссии по правам человека Уганды, при этом отличившись принятием многих драконовских мер, нарушавших права человека.

## Происхождение и образование
Локодо родился в районе Каабонг 28 октября 1957 года. Саймон Локодо получил степень бакалавра гуманитарных наук по теологии в Папском Урбанианском университете. Степень магистра теологии он получил в том же римском университете. Он также имел дипломы по сельской социологии, социальной коммуникации, философии и социальным наукам, сертификаты по итальянскому языку, немецкому языку (из Австрии) и французскому языку(из Парижа). Диплом по теологии был вручён ему в Университете Макерере, старейшем университете Уганды, основанном в 1922 году. Сообщалось, что Локодо свободно говорил и писал на английском, итальянском, французском, немецком и испанском языках.

## Политическая карьера
В возрасте 49 лет Локодо, ранее бывший католическим священником, впервые занялся политикой, приняв участие в дополнительных выборах 29 июня 2006 года после смерти действующего члена парламента. Он был отстранён от священнического сана Папой Бенедиктом XVI, когда занялся политикой. Локодо победил на выборах и начал представлять Додот, округ Каабонг. В феврале 2009 года он был назначен в кабинет министров на должность государственного министра промышленности и технологий. В ходе перестановок в правительстве 27 мая 2011 года ему от Нсабу Бутуро был переведен портфель министра этики и добросовестности. Он сохранил свой пост после перестановок в кабинете министров 1 марта 2015 года.
Он был известен жёсткой социально-консервативной политикой, включавшей наступление на права женщин и противодействие гомосексуальности в любых её проявлениях. В 2012 году он провёл полицейский рейд против семинар ЛГБТ-активистов: «Я закрыл эту конференцию, потому что это незаконно. Мы не приемлем гомосексуализм в Уганде». Полицейские меры были осуждены Amnesty International. Затем Локодо также разгонял или запрещал проведение конференций по борьбе с ВИЧ/СПИД, уличив организаторов в «пропаганде некультурного поведения, такого как гомосексуализм». 
В феврале 2014 года в Уганде был принят закон о дресс-коде, направленный в первую очередь против женщин. Одежда, которая считается «откровенной» или «сексуально провокационной», объявялась вне закона, а носящие её подлежали аресту; причём под запрет подпадали даже мини-юбки выше колен. «Если вы одеваетесь таким образом, что раздражаете умы и возбуждаете людей, то вы плохо одеты; если вы привлекаете внимание другого человека со злым умыслом возбудить и побудить его или её к сексу», — заявил Локодо. Министр также стоял за принятием ещё одного законопроекта 2014 года, утягчающего наказание за однополые контакты вплоть до смертной казни. Хотя тогда закон был несколько смягчён и отменён судом из-за технических нарушений, но Локодо вернулся к идее законодательного закрепления высшей меры за гомосексуальные действия в 2019 году.
В 2015 году он заявил, что владельцев гостевых домов следует арестовать за то, что они позволяют своим работникам заниматься любовью во время обеденного перерыва. Министр также создал Комитета по контролю за порнографией и анонсировал запуск «инструментов для поиска сохранённого порно» на устройствах пользователей. Согласно закону, распространение или загрузка противоправного контента карается штрафом в размере трех тысяч долларов или тюрьмой сроком до десяти лет. Во время визита в Африку Папы римского Франциска — первого понтифика, заявившего, что он не вправе осуждать ЛГБТ-людей, — Локодо сообщил Associated Press, что он «молился, чтобы Папа не затрагивал этот вопрос».
Своё место в парламенте он потерял в январе 2021 года. На момент своей смерти от COVID-19 29 января 2022 года в Женеве он был членом Комиссии по правам человека Уганды.

## Инцидент со Стивеном Фраем
Саймон Локодо наряду с Жаиром Болсонару и Виталием Милоновым как одни из наиболее гомофобных политиков мира были проинтервьюированы Стивеном Фраем для его документального фильма 2014 года Stephen Fry: Out There. Угандийский министр морали превзошёл даже своих коллег, заявив британскому гостю: «…мужчины насилуют девушек. Что естественно». Шокированный Фрай, которому министр пригрозил арестом, если тот попытается «продвигать» гомосексуальность в этой восточноафриканской стране, вернувшись в свой номер, передозировался успокоительным, которое запил бутылкой водки. Позже в 2016 году британский актёр и писатель признался, что к этой попытке покончить жизнь самоубийством его подтолкнул шок от интервью с Локодо.